# Wii U
Die Wii U ist eine stationäre Spielkonsole des japanischen Unternehmens Nintendo. Sie stellt den Nachfolger der Wii dar und ist Nintendos sechste weltweit veröffentlichte Heimkonsole. In Nordamerika erschien sie am 18. November 2012, in Europa am 30. November 2012 und in Japan am 8. Dezember 2012. Die Wii U stand in direkter Konkurrenz zu Sonys PlayStation 4 und Microsofts Xbox One (beide 2013 erschienen). Anfang 2017 stellte Nintendo die Produktion der Konsole ein. Der Nachfolger der Wii U ist die Nintendo Switch.

## Merkmale
Das Alleinstellungsmerkmal der Wii U ist der Tablet-ähnliche Controller, der über einen Touchscreen verfügt und als Wii U GamePad bezeichnet wird. Somit stehen zur Bildausgabe zwei Bildschirme zur Verfügung: Der Fernseher und das Gamepad. Dies eröffnet neue Mehrspielermöglichkeiten, bei denen Spieler unterschiedliche Informationen zur Verfügung haben. Nintendo benutzt im Englischen hierfür den Terminus „asymmetric gameplay“ („asymmetrische Spielmechanik“). Das GamePad bietet alle bekannten Steuerungsmöglichkeiten herkömmlicher Pads, außerdem Bewegungssensoren, Kameras, Mikrofon, Stereo-Lautsprecher und TV-Fernbedienung.
Alternativ wird die Wii U mit einem klassischen Controller ohne Touchscreen, dem Wii U Pro Controller, bedient. Diverse auf Bewegungssteuerung ausgelegte bzw. Zeiger-basierte Wii-U-Spiele nutzen auch weiterhin die von der Wii bekannten Wii-Remote-Plus-Fernbedienungen als optionale Steuerungsvariante. Werden GamePad und vier Wii-Fernbedienungen oder Wii U Pro Controller gleichzeitig verwendet, sind lokale Mehrspieler-Partien mit bis zu fünf Spielern möglich.
Die Konsole ist abwärtskompatibel zu Software und Zubehör der Vorgängerkonsole Wii. Unterstützt werden nach Aussage von Nintendo fast alle Wii-Spiele sowie die Steuerung dieser mit dem jeweiligen Wii-Controller. Die Wii U ist die erste HD-fähige Nintendo-Konsole. Optional unterstützen ausgewählte Titel auch die Videoausgabe in stereoskopischem 3D. Auf dem Bildschirm des Wii-U-GamePad kann Anaglyph 3D dargestellt werden.
Erstmals bei einer Nintendo-Konsole werden Speicherstände, registrierte Freunde und andere anwenderspezifische Daten in sogenannten Nutzern organisiert. Jeder Nutzer wird durch einen selbst erstellten Avatar, Mii genannt, repräsentiert. Zum Erstellen und Bearbeiten solcher Miis dient die Mii-Maker-Anwendung. Es ist ebenfalls möglich, Miis von einem Nintendo 3DS oder Wii zu übertragen. Der Nutzer kann sich über das Nintendo Network eine eigene Online-ID erstellen. Hierzu werden ein selbst gewähltes Passwort, ein Nutzername und eine E-Mail-Adresse benötigt. Spieler ohne Nintendo Network-ID haben keinen Zugriff auf die Online-Funktionen der Konsole. Auf einer Konsole können bis zu 12 Nutzer angelegt werden. Erworbene Software aus dem Nintendo eShop und Speicherdaten aus dem Wii-Modus sind nutzerunabhängig.

## Entwicklungsgeschichte und Veröffentlichung

### Vorgeschichte
Die Nintendo Wii erschien Ende 2006 und brachte als Innovation einen Controller mit Bewegungssensoren. Mit bis April 2011 etwa 86 Millionen verkauften Einheiten hatte die Konsole Erfolg. Bis 2011 aber nahmen die Wii-Verkäufe stark ab, sodass auch Nintendos Umsatz fiel. Am 20. Mai 2011 wurde der Preis für die Wii-Konsolen reduziert.
Zunächst gab es Gerüchte um eine Grafikerweiterung für die Wii, welche die Konsole HD-tauglich machen solle. Seit April 2011 entstanden viele Gerüchte über einen Wii-Nachfolger. Übereinstimmend wurde von einem Project Café gesprochen, das über einen Tablet-artigen Controller und Grafik auf Niveau der Konkurrenz verfügen solle.
Am 25. April 2011 schließlich gab Nintendo offiziell die Arbeiten an einem Wii-Nachfolger bekannt und nutzte die diesjährige E3, die vom 7. bis zum 9. Juni 2011 in Los Angeles stattfand, um das Gerät zu präsentieren. Dort lag es in spielbarer Form vor und wurde am 7. Juni um 18 Uhr mitteleuropäischer Sommerzeit erstmals vorgestellt. Die Vorstellung wurde auf der offiziellen Webpräsenz von Nintendo übertragen. Augenmerk bei der Präsentation war der Controller.

### Entwicklung

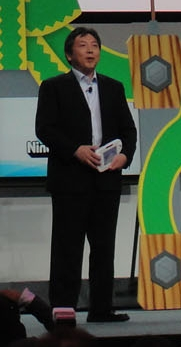
Hardwareproduzent Katsuya Eguchi auf der E3 2012 mit einem GamePad in der Hand

Die Wii U wurde, wie alle vorherigen Nintendo-Heimkonsolen, von der internen Abteilung Nintendo Integrated Research & Development (IRD) unter der Leitung von Gen’yō Takeda entwickelt. Hardwareproduzent war Katsuya Eguchi. Foxconn stellte die Konsole her.
Erste Planungen zu einem Nachfolger der Wii-Konsole kamen unmittelbar nach deren Erscheinen auf. So erzählte Satoru Iwata, 2007 habe man Ideen für eine neue Konsole gehabt, die zwei Bildschirme verwenden solle. Dabei war zunächst unklar, wo der zweite Bildschirm sein solle. Man entschied zunächst, der zweite Bildschirm solle ein eigenes Gerät werden, das man beispielsweise auf einen Tisch stellen müsse, wobei der Bildschirm aus Kostengründen kleiner sein sollte. Auch unklar war, ob das System portabel sein oder mit einem Grundgerät zusammenarbeiten sollte. Schließlich wurde der zweite Bildschirm aber in den Controller integriert.
Für den Datenaustausch zwischen Konsole und GamePad entwickelte Nintendo in Zusammenarbeit mit Broadcom eine besondere WiFi-Technik.

### Reaktionen und Veröffentlichung
Nach der Vorstellung der Konsole sank der Aktienkurs von Nintendo um 7,5 Prozent und war damit niedriger als in den vorherigen fünf Jahren. Dies wird damit erklärt, dass die Wii U die hohen Erwartungen an den Nachfolger der Wii nicht erfüllen konnte.
Am 13. September 2012 wurde die Konsole während Nintendo-Direct-Präsentationen für die USA, Japan, Europa und Australien noch einmal im Detail vorgestellt und Erscheinungsdaten sowie Preise für die verschiedenen Absatzmärkte genannt. Demnach sollte die Wii U zunächst am 18. November 2012 in den USA erscheinen und am 30. November in Europa und Australien. Die Veröffentlichung in Japan wurde für den 8. Dezember angekündigt. Es sollte zwei Wii-U-Bundles geben. Das Basis-Paket enthält die in Weiß gehaltene Konsole mit einem 8 GByte großen Flash-Speicher, von dem etwa 3 GByte für Software-Downloads nutzbar sind, sowie ein ebenso in Weiß gehaltenes Wii-U-GamePad. Zum Vergleich: Die Konkurrenzkonsolen PlayStation 4 und Xbox One boten jeweils 8 GB Arbeitsspeicher und 500 GB Massenspeicher. Das Premium-Paket umfasst neben der schwarzen Konsole mit einem 32 GByte (etwa 25 GByte für Software-Downloads nutzbar) fassenden internen Speicher und einem schwarzen GamePad darüber hinaus weiteres Zubehör wie Standfüße für die Konsole, eine Ladestation und eine Aufstellhalterung für das GamePad und das Spiel Nintendo Land. Die Kosten für die Basis-Variante belaufen sich in Japan auf 26.250 Yen und 31.500 Yen für das Premium-Paket. In den USA liegt der Preis für das kleine Wii-U-Paket bei 299,99 US$ und für das größere Paket bei 350 US$. Für Europa hat Nintendo keine Preise genannt und berief sich auf die autonome Preisgestaltung der Einzelhändler.
Zum Veröffentlichungstermin waren die Reaktionen in der Presse eher gemischt und verhalten optimistisch.

## Hardware
| - CPU: IBM PowerPC-basierter Tri-Core-Prozessor mit dem Codenamen „Espresso“ - 3 Kerne mit 1,243 GHz Taktung - PowerPC-750-Architektur mit mehr Cache (ähnlich der CPU von Nintendo Wii und Gamecube) - Asymmetrischer Level 2 Cache: 512k für Core 0 und 2, 2 MiB für Core 1 - Out-of-order execution - 27,73 mm2 Die-Fläche gefertigt in 45 nm | - GPU: AMD-Radeon-basierter Grafikprozessor mit dem Codenamen „Latte“ - Taktung: 550 MHz - integrierter eDRAM - GPGPU-Feature - 146,48 mm2 Die-Fläche (eDRAM: 40,72 mm2; Rest: 105,76 mm2) | - Arbeitsspeicher: 2 GByte RAM - bestehend aus vier 512 MB großen DDR3-Chips getaktet mit je 1600 MHz - 64-Bit-Speicherinterface mit 12,8 GByte/s - 1 GByte sind für das OS reserviert - bei Spielen teilen sich Haupt- und Grafikprozessor 1 GByte RAM (Unified Memory Architecture) |

Die Konsole setzt mit der PowerPC-Architektur der dritten Generation (G3) auf ein CPU-Design, das beinahe unverändert bereits in der Wii sowie dem Nintendo GameCube zum Einsatz kam und ursprünglich aus dem Jahr 1997 stammt. Der gesamte Chip fällt mit circa 33 mm2 in 45 nm vergleichsweise klein aus. Bei identischer Strukturgröße nimmt ein einzelner CPU-Core der Xbox 360 inklusive zugehörigem L2-Cache etwa dieselbe Fläche ein wie der gesamte Hauptprozessor der Wii U und verfügt damit ungefähr auch über dieselbe Anzahl an Transistoren. Die CPU bewegt sich somit in der Größenklasse eines Intel-Atom-Prozessors, wobei selbst dieser in 45 nm teils größere Chipflächen aufweist. In der Wii U ist noch zusätzlich eine ARM-CPU verbaut, der für die IO-Prozesse und das OS zuständig ist. Dadurch kann die volle Leistung des IBM-Prozessors für die Spiele genutzt werden.
Die Konsole besitzt 2 GByte DDR3-1600-Arbeitsspeicher, davon ist 1 GByte für das Betriebssystem reserviert. Mit 12,8 GByte/s ist die Speicherbandbreite zum Hauptspeicher rund 43 Prozent niedriger als bei PlayStation 3 und Xbox 360.
Des Weiteren kommt ein Grafikprozessor aus dem Hause AMD zum Einsatz. Als Speichermedien kommen optische Discs mit den Maßen einer regulären DVD, jedoch mit proprietärem Format, zum Einsatz. Die Wiedergabe von Blu-ray Discs bzw. DVDs wird nicht unterstützt. Über HDMI wird eine High-Definition-Auflösung bis zu 1080p auf dem Fernsehbildschirm unterstützt, weiterhin kann das Bild über Component Video, RGB und AV übertragen werden. Außerdem sorgen vier USB-2.0-Ports für Anschlussmöglichkeiten von Peripheriegeräten. Bisher gibt es zwei verschieden ausgestattete Konsolen, zum einen die Version aus dem Basis Set, welches die Konsole in weißer Farbe mit 8 GByte internem Flash-Speicher enthält, zum anderen die schwarze Konsole aus dem Premium Set, welche über 32 GByte Flash-Speicher verfügt. Die Wii U ist ca. 4,6 cm hoch, 26,8 cm lang und 17,2 cm breit, dabei wiegt sie ca. 1,6 kg.
Marvin Donald, Game Director von Darksiders 2 des US-amerikanischen Entwicklerstudios Vigil, erklärte, dass die Hardware auf Höhe der aktuellen Konsolengeneration liege. Weiterhin erklärte Donald, Darksiders II werde sich auf der Wii U technisch kaum von den anderen Fassungen für PlayStation 3 und Xbox 360 unterscheiden. John Carmack, US-amerikanischer Spieleentwickler und Mitgründer von id Software, bewertete die Leistung der Konsole ebenfalls als gleichwertig zu Geräten der aktuellen Generation. Umgekehrt gab sich das US-amerikanische Entwicklerstudio Gearbox optimistisch, „eine der bestaussehenden Versionen“ von Aliens: Colonial Marines für die Wii U produzieren zu können. Allerdings wurde die Portierung des Spiels vorzeitig eingestellt.
Ein Hacker namens Marcan, seinerzeit bekannt für seine Beteiligung an Hacks für die Vorgängerkonsole Wii, veröffentlichte Ende 2012 im Internet interne Details zur Wii-U-Konsole. Demnach besitzt der Wii-U-Prozessor Espresso drei Kerne mit Geschwindigkeiten von 1,24 GHz; der Grafikprozessor mit dem Codenamen Latte laufe auf 550 MHz.

## Controller

### Wii U GamePad

Wii U GamePad (aktuelle Variante mit Analog-Sticks)

Wii U GamePad (ursprüngliche Variante mit Slide-Pads)

Das auffälligste Merkmal der Konsole ist ein Controller, der einen 6,2 Zoll (15,75 cm) großen druckempfindlichen Bildschirm (resistiver Touchscreen) aufweist. Aus Kostengründen verzichtete man auf Multitouchfähigkeit mittels kapazitiver Displaytechnologie. Links vom Bildschirm befindet sich ein digitales Steuerkreuz, rechts davon die klassischen Knöpfe mit Start- und Select-Taste. Links und rechts befinden sich außerdem zwei analoge Sticks. In einer ursprünglichen Variante wurden noch sogenannte Slide Pads verwendet, wie sie auch der Nintendo 3DS besitzt. Unterhalb des Bildschirmes ist eine Home-, die Power- und die TV-Taste angebracht. Mittels der TV-Taste kann durch einen Infrarot-Port das Wii-U-GamePad als Fernbedienung für Geräte wie Fernseher verwendet werden. Auf der hinteren Seite befinden sich vier Schultertasten. Außerdem befinden sich am Controller Mikrofon, Lautsprecher, Kopfhörer-Anschlüsse und eine Kamera. Wie bei den Nintendo-DS-Konsolen kann der Touchscreen durch einen Stylus bedient werden.
Weiterhin enthält der Controller einen NFC-Chip, dessen Schnittstelle sich auf der linken Seite des Controllers befindet. Es soll beispielsweise möglich sein, Figuren oder Karten, die ebenfalls einen NFC-Chip besitzen, einscannen zu können, um damit zusätzliche Inhalte freizuschalten. Auch soll die Kommunikation zu NFC-fähigen Smartphones möglich sein.
Der Controller ist deutlich größer als die Controller der Konkurrenzkonsolen Xbox One und PlayStation 4. Dennoch bescheinigten Tests, dass er angenehm und leicht in der Hand liegen soll.
Es sind Interaktionen zwischen Controller und Konsole möglich. So dient der Controllerbildschirm in manchen Spielen als Erweiterung des Fernsehbildschirmes. Es kann auch bei manchen Spielen auf dem Controller weitergespielt werden, während der Fernsehbildschirm anderweitig verwendet wird. Die Spielinhalte werden dabei kabellos von der Konsole zum Controller übertragen (gestreamt). Auch eine Bewegungssteuerung wie in der Wii-Fernbedienung ist integriert, es wird jedoch keine externe Sensorleiste mehr benötigt. Außerdem verfügt der Controller über eine integrierte Sensorleiste, wodurch Wii-Spiele auch komplett auf dem Wii U Gamepad gespielt werden können. Ferner soll durch den Controller auch Videotelefonie ermöglicht werden.
Der Bildschirm des Controllers erreicht eine Auflösung von 854 × 480 Pixel. Jedoch ist der Controller 3D-fähig, hierzu wird allerdings eine Stereoskopiebrille benötigt. Die 3D-Funktionalität wird bereits vom Launch-Titel Assassin’s Creed III unterstützt.

### Wii U Pro Controller

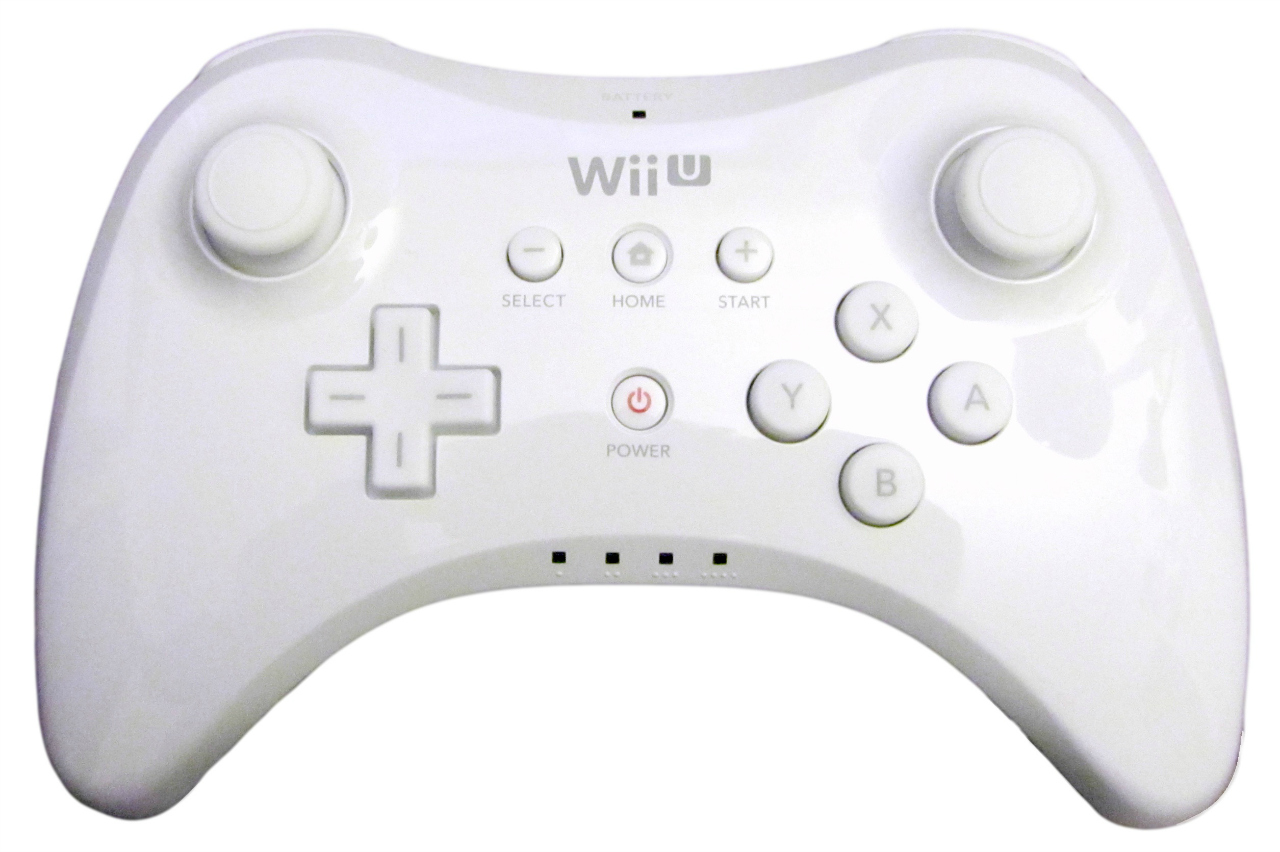
Wii U Pro Controller

Alle verfügbaren Spiele unterstützen lediglich die Verwendung eines Gamepads, es war jedoch geplant, dass eventuell zukünftige Spiele auch zwei Gamepads zugleich verwenden können. Da Nintendo allerdings im Januar 2017 angekündigt hatte, dass keine weiteren Wii-U-Spiele mehr seitens Nintendo erscheinen werden, hat sich dies erübrigt. Insgesamt können neben dem GamePad vier weitere Controller gleichzeitig auf der Konsole angemeldet sein. Zu diesen Controllern zählen die Wii-Fernbedienungen und der Wii U Pro Controller. Einige Spiele wie beispielsweise Super Smash Bros. for Wii U unterstützen jedoch auch den Nintendo-GameCube-Controller (per Adapter) und die gleichzeitige Anmeldung von bis zu acht Controllern. Wii-Fernbedienungen und Wii U Pro Controller werden auch in Mehrspieler-Partien verwendet, da nur ein Gamepad unterstützt wird.

## Nintendo Network
Die Wii U bot Spielern diverse Funktionen, welche meist mit dem kostenlosen Online-Dienst für Wii U und Nintendo 3DS, dem Nintendo Network, verbunden waren. Dieses war der Nachfolger der Nintendo Wi-Fi Connection für Nintendo DS und Wii sowie der Vorgänger von Nintendo Switch Online, Nintendos erstem kostenpflichtigen Online-Service für die Nintendo Switch.
Das Nintendo Network bot ursprünglich alle hier aufgelisteten Funktionen; einige wurden jedoch 2015 bzw. 2017 abgekündigt. Um die verbliebenen Funktionen mit der Wii U nutzen zu können, benötigte man eine Nintendo Network ID.
Das Nintendo Network wurde am 9. April 2024 um 02:00 Uhr eingestellt. Seitdem ist es nicht mehr möglich, Online-Funktionen auf Wii U zu benutzen. Dies umfasst Online-Spielmodi, Online-Ranglisten, SpotPass und sonstige Funktionen, über die Daten mit dem Internet ausgetauscht werden.

### Miiverse

Miiverse-Logo

Eine der Online-Funktionen der Wii U wird von Nintendo „Miiverse“ (Kofferwort aus „Mii“ und „Universe“) benannt. Sie bezeichnet eine Art soziales Netzwerk, welches in der Wii U fest integriert ist und auf das Nintendo Network zurückgreift. Es wurde von Firmenchef Satoru Iwata auf der Pre-E3 Nintendo Direct vorgestellt, welche einen Tag vor der großen Nintendo-E3-Pressekonferenz stattfand. Ab April 2013 konnte das Miiverse über einen Browser auch von einem PC oder Smartphone aufgerufen werden. Zur Anmeldung im Netzwerk wurde aber weiterhin ein bestehender Nintendo-Network-Account benötigt.
Das Miiverse war außerdem im Hauptmenü auf dem Fernseher – „WaraWara-Lobby“ genannt – zu finden. Der Name ist auf das japanische „warawara“ zurückzuführen und bedeutet wörtlich übersetzt so viel wie „voller Leben“ oder „geschäftig“. Der Spieler sah dort veröffentlichte Kommentare als Sprechblase von einzelnen Miis zu Spielen, welche seinerzeit oft kommentiert wurden. Durch Antippen dieser Miis erhielt der Spieler die Möglichkeit, das Miiverse-Profil des Nutzers aufzurufen, den vorgestellten Beitrag zu kommentieren, das Mii im Mii Maker zu speichern oder weitere Informationen zum jeweiligen Softwaretitel im Miiverse oder Nintendo eShop anzuschauen.
Es war außerdem möglich, über die virtuelle Tastatur auf dem Wii U GamePad, Kommentare selbst zu schreiben und die eigene momentane Stimmung durch Ändern des Gesichtsausdrucks des eigenen Avatars zu veröffentlichen. Nintendo kündigte an, Kommentare mit anstößigen Inhalten und nicht entsprechend gekennzeichnete Spoiler in einer speziellen Abteilung zu prüfen. Die dadurch erzeugte Verzögerung solle aber nicht länger als 30 Minuten dauern. Außerdem konnten Nutzer des Miiverse Beiträge und Kommentare melden.
Wie von Nintendo am 29. August 2017 bereits angekündigt wurde, ist der Miiverse-Service am 8. November 2017 eingestellt worden.

### Nintendo eShop
Digital wurde Wii-U-Software durch den eShop-Dienst vertrieben. Dort zu finden waren Software-Downloads, verschiedene zusätzliche Inhalte, Virtual-Console-Titel und Werbe-, Trailer- und Demomaterial zu verschiedensten Spielen. Außerdem bot der Nintendo eShop in der Wii-U- sowie in der 3DS-Fassung Bewertungen zu Spieltiteln, Informationen etc.
Seit März 2023 ist es nicht mehr möglich, hierüber Software für die Wii U käuflich zu erwerben.

### WiiU Chat

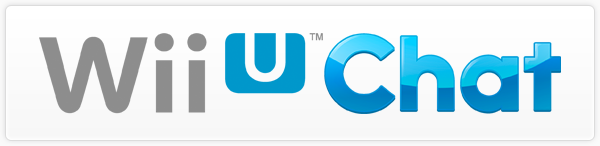
Logo von Wii U Chat

Mit „Wii U Chat“ brachte Nintendo erstmals eine Möglichkeit zum Videochat auf eine Nintendo-Spielkonsole. Dieser Service, ähnlich wie seinerzeit Skype, bot Nutzern der Wii U die Möglichkeit, ihre Freunde mit Hilfe des Wii-U-GamePads anzurufen, während man nicht spielte. Bekam man einen Anruf während des Spielens, blinkte der Rand des Home-Buttons auf dem Gamepad blau auf. Um den Anruf anzunehmen, musste die Wii-U-Chat-Software gestartet werden. Aktuell pausierte Software wurde beendet. Bei einem verpassten Anruf leuchtete der Rand des Wii-U-Chat-Icons im Wii-U-Menü blau. Während des Gesprächs war es auch möglich, auf dem Touchscreen des Gamepads Texte handschriftlich zu schreiben, welche der Gesprächspartner dann ebenfalls sah.
Gleichzeitig mit dem Miiverse-Dienst wurde der Wii U Chat am 8. November 2017 eingestellt.

### SpotPass
Wie bereits beim 3DS konnte sich das System über SpotPass automatisch mit dem Internet verbinden, um z. B. Videos oder Nachrichten herunterzuladen. Außerdem war es bei ausgewählten Softwaretiteln möglich, über SpotPass kostenlos Zusatzinhalte und passende Mitteilungen zu erhalten, auch wenn die jeweilige Disc nicht eingelegt war oder gestartet wurde. Ab Systemsoftware-Version 3.0.0 konnten Inhalte über SpotPass auch im Stand-by-Modus heruntergeladen werden.
Der SpotPass-Service wurde zeitgleich mit dem Nintendo Network am 9. April 2024 um 02:00 Uhr eingestellt und steht nicht mehr zur Verfügung.

### Webbrowser
Durch das erste Update der Konsole wurde dem System ein NetFront-Webbrowser hinzugefügt. Über die Knöpfe und den Touchscreen des Wii U GamePad kann man durch die Seiten scrollen, Links anklicken, hinein- bzw. herauszoomen und Text eingeben und markieren. Optional kann bei gleichzeitigem Drücken der linken und rechten Schultertaste durch Neigen des GamePads schnell durch die Seiten gescrollt werden. Auf dem Fernsehbildschirm werden die Website und eine kleine Infobox für Zuschauer angezeigt. Diese können mit Wii-Fernbedienungen eine Pointer-Funktion nutzen. Mit Hilfe eines virtuellen Vorhangs kann der Bildschirminhalt auf dem Fernseher verdeckt werden. Eine Interaktion mit dem Browser ist mit dem Wii U GamePad, der Wii-Fernbedienung und dem Wii U Pro Controller möglich. Es ist außerdem möglich, Texte und Bild-URLs zu kopieren und einzufügen.
Der Browser unterstützt unter anderem HTML5. Plug-ins – wie zum Beispiel Adobe Flash – werden nicht unterstützt. Der Browser kann außerdem Videos und Live-Streams abspielen. Bilder im JPEG-Format können in einer Vorschau geöffnet und vergrößert werden. Sowohl die Videowiedergabe als auch die Bildvorschau wird parallel auf dem Fernsehbildschirm und dem Wii U GamePad angezeigt. Optional kann während der Wiedergabe auf dem Wii U GamePad weiter gesurft werden, ohne diese zu beenden. Des Weiteren kann man Websites in einer Favoritenliste abspeichern.

### Nintendo TVii
Mit der Wii U bot Nintendo erstmals einen eigenen Online-Multimedia-Dienst an. Über Nintendo TVii erhielt der Anwender zusätzliche Informationen zum TV-Programm. So konnten zum Beispiel während einer Sportübertragung auf dem Wii-U-GamePad in Echtzeit besondere Höhepunkte aus dem Spielgeschehen angezeigt und kommentiert werden. Wenn man die Anwendung mit dem Miiverse, Facebook oder Twitter verband, konnten unter anderem Screenshots mit Freunden geteilt werden. Des Weiteren konnte auf ausgewählte Video-on-Demand-Services – wie zum Beispiel Amazon Prime Instant Video– zugegriffen werden. Zu den angebotenen Videoinhalten können auf dem Wii-U-GamePad parallel Zusatzinformationen angezeigt werden. Hierfür standen Wikipedia-Artikel, Reviews von IMDb und weitere Online-Dienste zur Verfügung. Bewertungen und Kommentare anderer Nutzer waren ebenfalls abrufbar.
In Nordamerika und Japan startete der Service im Dezember 2012. Nintendo of Europe hatte angekündigt, den Dienst 2013 auch in bestimmten Regionen Europas anzubieten. Laut einer Stellungnahme von Nintendo auf dessen Website war dies bisher nicht gelungen. Anfang 2015 gab Nintendo of Europe schließlich bekannt, dass es aufgrund von Lizenzproblemen nicht gelungen ist, Nintendo TVii in Europa anzubieten. Jegliche Bemühungen wurden eingestellt.
Zum 11. August 2015 wurde das Angebot aufgrund geringer Nachfrage in Nordamerika eingestellt.

## Starttitel
Beim Verkaufsstart der Wii U am 30. November 2012 wurden folgende Spiele in Deutschland veröffentlicht:
| Titel                                                    | Entwickler             | Publisher                              | Altersfreigabe |
| -------------------------------------------------------- | ---------------------- | -------------------------------------- | -------------- |
| Assassin’s Creed III                                     | Ubisoft Montreal       | Ubisoft                                | USK ab 16      |
| Batman: Arkham City – Armored Edition                    | Rocksteady Studios     | Warner Bros. Interactive Entertainment | USK ab 16      |
| Ben 10 - Omnivers                                        | Vicious Cycle Software | Namco Bandai Games                     | USK ab 12      |
| Call of Duty: Black Ops II                               | Treyarch               | Activision                             | USK ab 18      |
| Darksiders 2                                             | Vigil Games            | THQ                                    | USK ab 16      |
| Family Party 30 Great Games: Obstacle Arcade             | Torus Games            | Namco Bandai Games                     | USK ab 6       |
| FIFA 13                                                  | EA Canada              | EA Sports                              | USK ab 0       |
| Funky Barn                                               | 505 Games              | Ubisoft                                | USK ab 0       |
| Game Party Champions                                     | Warner Bros.           | Warner Bros. Interactive Entertainment | USK ab 0       |
| Just Dance 4                                             | Ubisoft                | Ubisoft                                | USK ab 0       |
| Marvel Avengers: Kampf um die Erde                       | Ubisoft Quebec         | Ubisoft                                | USK ab 12      |
| Mass Effect 3: Special Edition                           | Straight Right         | Electronic Arts                        | USK ab 16      |
| New Super Mario Bros. U                                  | Nintendo EAD           | Nintendo                               | USK ab 6       |
| Nintendo Land                                            | Nintendo               | Nintendo                               | USK ab 6       |
| Rabbids Land                                             | Ubisoft                | Ubisoft                                | USK ab 0       |
| Skylanders: Giants                                       | Toys for Bob           | Activision                             | USK ab 6       |
| Sonic and All-Stars Racing Transformed - Special Edition | Sumo Digital           | Sega                                   | USK ab 6       |
| Sports Connection                                        | Ubisoft                | Ubisoft                                | USK ab 0       |
| Tank! Tank! Tank!                                        | Namco Bandai Games     | Namco Bandai Games                     | USK ab 12      |
| Tekken Tag Tournament 2: Wii U Edition                   | Namco Bandai Games     | Namco Bandai Games                     | USK ab 16      |
| Transformers: Prime                                      | Nowpro                 | Activision                             | USK ab 12      |
| Warriors Orochi 3 Hyper                                  | Omega Force            | Tecmo Koei                             | USK ab 12      |
| Your Shape Fitness Evolved 2013                          | Ubisoft                | Ubisoft                                | USK ab 0       |
| ZombiU                                                   | Ubisoft Montpellier    | Ubisoft                                | USK ab 18      |

## Spiele
Nintendo vertreibt Wii-U-Spiele sowohl im Handel als auch digital. Wii-Spiele sind auch auf der Wii U spielbar und werden auf Full HD hochskaliert. Die Konsole ist inkompatibel mit GameCube-Hard- und Software. Es ist möglich, mittels eines Adapters bis zu vier GameCube-Controller für das Spiel Super Smash Bros. for Wii U zu verwenden.
Als bestes Wii-U-Spiel wird von einigen Autoren (jedoch nicht einhellig) The Legend of Zelda - Breath of the Wild gelistet.

## Verkaufszahlen
Das System sollte sowohl Gelegenheits- als auch Vielspieler ansprechen, wie das Unternehmen bei der Vorstellung der Konsole sagte. Man wolle den Markt der sogenannten Core-Gamer wieder zurückerobern.
Bis zum Ende des am 31. März 2013 endenden Geschäftsjahres der Veröffentlichung wollte Nintendo 5,5 Millionen Wii-U-Exemplare verkaufen, jedoch wurde Ende Januar 2013 die Prognose auf 4 Millionen Einheiten herunterkorrigiert.
Bis Ende September 2017 wurden etwa 13,56 Mio. Konsolen abgesetzt.
Laut dem Marktforschungsunternehmen NPD Group seien bis Anfang Januar 2013 in Nordamerika 890.000 Wii-U-Konsolen verkauft worden. Dadurch erzielte Nintendo Einnahmen von 300 Millionen US-Dollar, was die Einnahmen von 270 Millionen US-Dollar durch das Vorgängermodell Wii im vergleichbaren Zeitraum überträfe. Für Japan wurden die Verkaufszahlen von der Markteinführung bis zum 30. Dezember 2012 mit etwa 640.000 Konsolen angegeben. Bis Dezember 2013 setzte Nintendo weltweit 5,86 Millionen Exemplare der Konsole ab. Im Vergleich zur konkurrierenden Konsole PlayStation 4 wurden die Verkaufszahlen allerdings als schlecht eingestuft, und im Januar 2014 setzte Nintendo die erwarteten Verkaufszahlen für das Geschäftsjahr April 2013 – März 2014 von 9,0 Millionen auf 2,8 Millionen Geräte herunter. Nach Veröffentlichung dieser Zahlen beschrieben deutsche Medien die Wii U als „Flop“ und „Misserfolg“, der als eine Ursache für die wirtschaftliche Krise Nintendos anzusehen sei. Im Juli 2014 gab Nintendo bekannt, dass sich die Konsole (auch durch die Veröffentlichung des Spieles Mario Kart 8 Ende Mai 2014) bis 30. Juni 2014 insgesamt 6,68 Mio. mal verkauft hat. Somit rangiert sie, die Verkaufszahlen betreffend, hinter der PlayStation 4 und vor der Xbox One.
Nach einer Studie des Marktforschungsinstituts Nielsen vom Februar 2015 waren die meisten Käufer von Konsolen der 8. Generation bereits Besitzer einer Konsole der vorherigen Generation. Die wichtigsten Kaufgründe für die Wii U waren der Spaßfaktor, die Kindertauglichkeit, Preis/Leistung, die Abwärtskompatibilität zum Vorgänger und exklusive Spiele bzw. Inhalte. 86 % der Wii-U-Käufer waren zuvor Besitzer einer Wii, 64 % bzw. 65 % besaßen eine Konsole von Sony oder Microsoft.

## Name
Während der Namensteil Wii wie das englische we (wir) ausgesprochen wird und auf eine Konsole für alle hinweisen soll, wird das U wie you (du) ausgesprochen und soll andeuten, wie der Spieler in den Vordergrund gestellt wird. Dass das Wortspiel der alten Konsole weitergeführt wird, deutet außerdem darauf hin, dass die Wii U abwärtskompatibel ist und auch ihre alte Käuferschicht unterstützen möchte.
Die Namenswahl wurde von verschiedenen Seiten als unglücklich bezeichnet, da potenzielle Kunden nicht erkannt hätten, dass es sich um eine neue Konsole und nicht um ein weiteres Zubehör zur Wii handle. Dass der Name Einfluss auf die niedrigen Verkaufszahlen gehabt haben soll, wurde jedoch auch von verschiedenen Seiten angezweifelt.

## Reaktionen und Bewertung
In der Zeit nach der Vorstellung der Konsole zeigten mehrere Spieleunternehmen Interesse daran, für die neue Konsole zu entwickeln, darunter EA, das mit einem Launch-Titel auftreten wollte, und Capcom, das an einem Resident-Evil-Ableger für die Wii U interessiert war. Shūhei Yoshida, Geschäftsführer der SCE Worldwide Studios, zeigte sich interessiert und zugleich überrascht, welchen Weg Nintendo mit der Wii U eingeschlagen habe. Er betonte, dass bis zu einem gewissen Grad bereits ähnliche Konzepte zwischen der PlayStation Vita und der PS3 sich in der Entwicklung befänden. Darüber hinaus sei es allerdings wahrscheinlich, dass sich diverse PS-Vita-Entwickler von der Wii U inspirieren lassen würden.
Auch in den Monaten nach der Vorstellung wurden Äußerungen von Spieleentwicklern über die Wii U bekannt. So meinte der EA-Geschäftsführer John Riccitiello, er sei von den Fähigkeiten der Wii U begeistert. Weiter meinte er, die Konsole komme zum richtigen Zeitpunkt und in Zukunft werde bei Videospielkonsolen nicht mehr bloße Leistung zählen. Der Chief Executive Officer von Ubisoft, Yves Guillemot, äußerte sich ebenfalls positiv zum neuartigen Controller. Weil dieser sowohl Gelegenheits- wie auch Hobbyspieler anspreche, werde sie erfolgreich. Dabei behauptet er, die Konsole werde die Grenze zwischen beiden Spielergruppen verschwimmen lassen.
Guillemot gab zu bedenken, dass Nintendo die Konkurrenz mit der Wii U unter Druck setzen werde. Sony und Microsoft verfolgten nämlich ursprünglich einen Plan, ihre damaligen Konsolen zehn Jahre lang auf dem Markt zu lassen. Die Wii U hingegen könne ein Erscheinen der nächsten Konkurrenzkonsolen beschleunigen. Guillemot interpretierte die Ankündigung der Wii U als Signal, dass ein Übergang stattfinde. Der Chef von Sony Computer Entertainment Amerika sieht für sein Unternehmen keine Gefahr, die von der Wii U ausgehe. Daher sei das Unternehmen nicht gezwungen, seine nächste Konsole früher zu veröffentlichen. Auch die Einzelhandelskette GameStop rechnete nicht mit einer früheren Veröffentlichung der Konkurrenz-Nachfolger. Auch Brian Martel sieht die Wii U eher als Übergang zur nächsten Konsolengeneration, auch wenn er sich allgemein positiv zur Konsole zeigte.
Unternehmen wie Sega, Activision, Vigil Games oder Gearbox, die bereits über Entwickler-Kits verfügten, äußerten, es sei sehr leicht, für die Konsole zu programmieren.
Die Unterstützung der Konsole durch die führenden Spielepublisher ließ nach Veröffentlichung jedoch spürbar nach. Im Mai 2013 gab Electronic Arts bekannt, keine Spiele mehr für Wii U entwickeln zu wollen. Gründe waren demnach, dass die Konsole nicht zur Zielgruppe und zum Geschäftsmodell des Unternehmens passe. Im Juni 2014 gab Ubisoft an, dass die Veröffentlichung eines seit sechs Monaten fertiggestellten Spiels zurückgehalten werde, da die Verbreitung der Wii U noch zu gering sei. Im August 2014 kündigte Ubisoft-Chef Yves Guillemot an, keine Spiele mehr für Wii U zu veröffentlichen, die sich an ein älteres Publikum richteten (z. B. Assassin’s Creed), da der Anteil der Wii-U-Versionen lediglich 3 % am Umsatz ausmache. Stattdessen werde man sich nur noch auf Titel wie Just Dance 2015 konzentrieren, die bei den Plattformbesitzern auf größere Zustimmung stießen. Auch Activision hatte zuvor beschlossen, seinen nächsten Titel der Call-of-Duty-Reihe nicht mehr auf Wii U zu veröffentlichen.
Wie Nintendo Ende Januar 2017 verlautbaren ließ, wurde die Produktion der Konsole weltweit eingestellt.